# Eat the rich

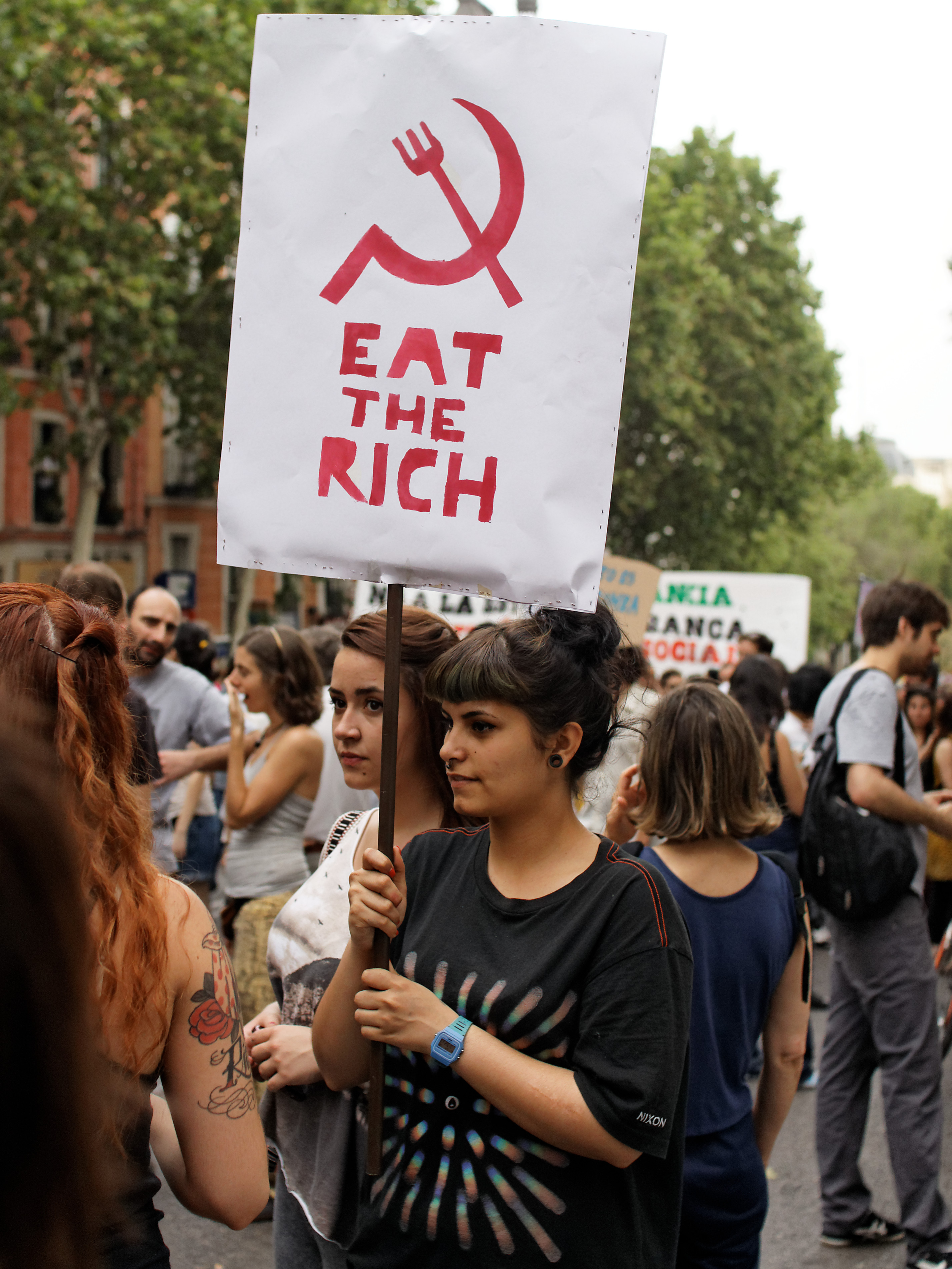
Kobieta z hasłem i rysunkiem parodiującym symbol sierpa i młota, gdzie zamiast młota znajduje się widelec (Madryt, 2012).

Eat the rich (ang. zjedz bogatych) – slogan polityczny związany z ideą konfliktu klasowego i antykapitalizmu. Wyrażenie to jest powszechnie przypisywane filozofowi politycznemu Jean-Jacquesowi Rousseau, z cytatu spopularyzowanego po raz pierwszy podczas rewolucji francuskiej: „Kiedy ludzie nie będą mieli już nic do jedzenia, zjedzą bogatych”.       

## Historia

### Geneza
Pierre-Gaspard Chaumette, przewodniczący Komuny Paryża, wygłosił przemówienie do mieszkańców miasta 14 października 1793, w którym powiedział: „Rousseau też był częścią ludu i powiedział: »Kiedy ludzie nie będą mieli już nic do jedzenia, zjedzą bogatych«” (org. „Rousseau faisait parti du peuple aussi, et il disait: 'Quand le peuple n'aura plus rien à manger, il mangera le riche”).
Wyrażenie było początkowo krytyką francuskiej szlachty, ale później zostało spopularyzowane we Francji jako odpowiedź na niepowodzenia rewolucji francuskiej, która utrwaliła biedę w kraju.

### Współcześnie
W XXI wieku wyrażenie używane jest najczęściej jako w odpowiedzi na rosnące nierówności majątkowe i brak bezpieczeństwa żywnościowego. W Stanach Zjednoczonych slogan został użyty m.in. w 2019 przez ludzi obecnych na wiecu postępowej kandydatki Partii Demokratów, Elizabeth Warren. Odnosił się on do stanowiska Warren w sprawie redystrybucji bogactwa, w tym jej stanowiska w sprawie podatku majątkowego.
Fraza zyskała popularność w serwisach społecznościowych po 2019, a zwłaszcza po obostrzeniach i blokadach związanych z pandemią COVID-19 w 2020. Na TikToku zauważalny stał się trend używania tagu #eattherich w filmikach krytykujących konsumpcjonizm i rosnące nierówności społeczne, w których często zachęcano do zaprzestania obserwowania influencerów czy korporacji. Niektórzy influencerzy z czasem podjęli próbę przechwycenia trendu jako formy stosowanego przez siebie marketingu. 

## W popkulturze
Wyrażenie to było wielokrotnie używane w popkulturze, jako przykłady można wymienić:
- Tytuł brytyjskiego filmu z 1987 w reżyserii Petera Richardsona[8].
- Eat the Rich – piosenka Motörhead nagrana do powyższego filmu[9], która znalazła się na albumie Rock ’n’ Roll.
- Eat the Rich – utwór Aerosmith z 1993, który znalazł się na albumie Get a Grip.
- Popularnonaukowa książka Eat the Rich autorstwa P. J. O'Rourke i wydana w 1998[10].
- Thriller Eat The Rich napisany przez Andrew Rivasa i wydany w 2020[11].
- W 2021 pod tytułem Eath the Rich ukazała się seria komiksów, do których scenariusz napisała Sarah Gailey, a rysunki wykonał Pius Bak[12].
- Książka science fiction Eat the Rich: The Chronicles of Altor autorstwa Shawna Inmona i wydana w 2022[13].
- Książka How to Cook and Eat the Rich napisana przez Sunyi Dean i wydany w 2023[14].

Wiele filmów zostało opisanych jako „eat the rich movies”, szczególnie w 2019 wraz z premierami takich produkcji jak Joker, Parasite, Na noże czy Zabawa w pochowanego, a w 2022 wraz z premierami W trójkącie, Menu i Glass Onion: Film z serii „Na noże”. Obok filmów niekiedy wymienia się również produkcje serialowe, jak Squid Game, Sukcesja czy Biały Lotos.